# Парфений (Постников)
Архимандрит Парфений (в миру Пётр Постников; ум. 1766) — архимандрит Русской православной церкви, педагог и ректор Троицкой лаврской семинарии в Москве в начале второй половины XVIII века.

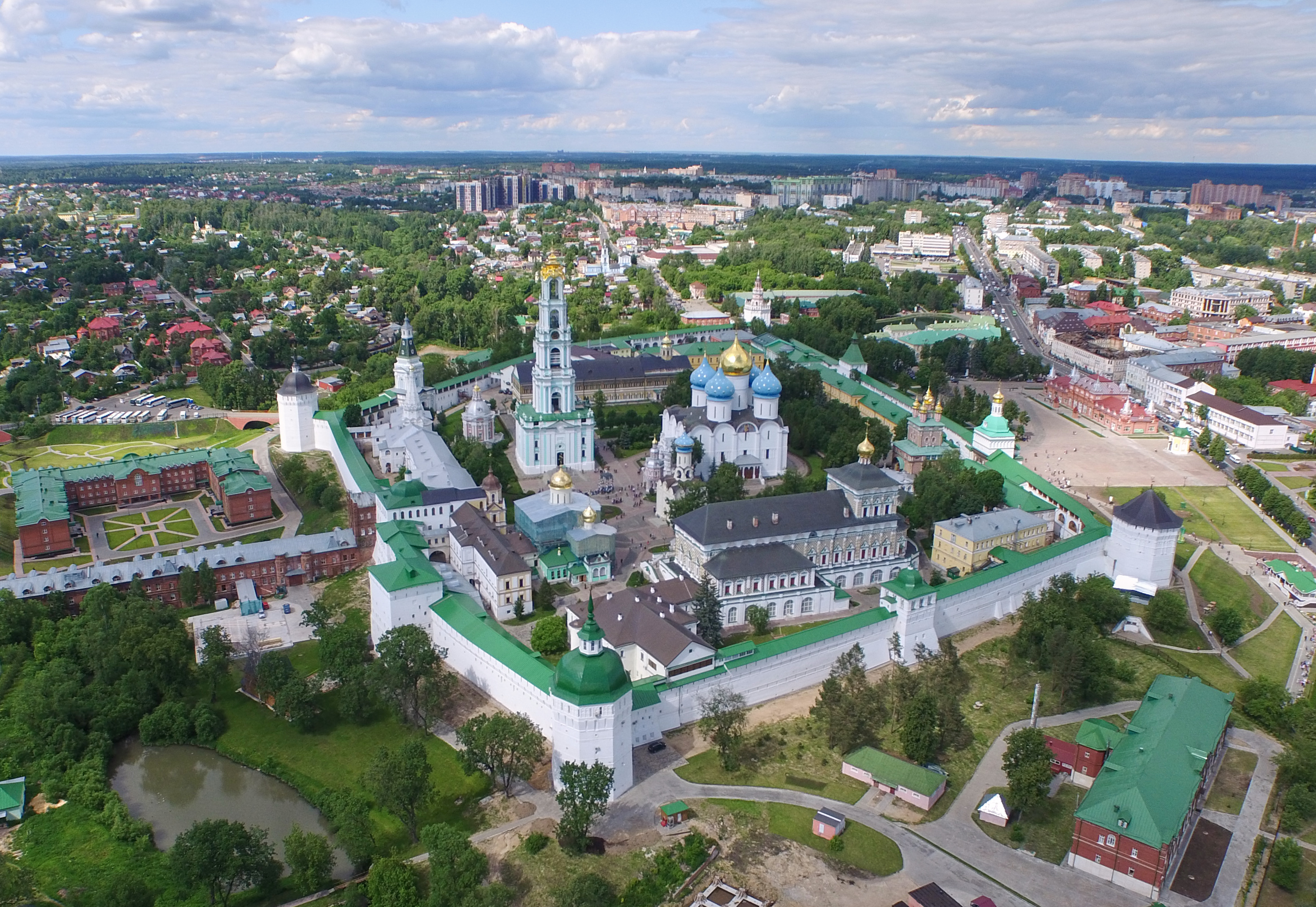
Троице-Сергиева лавра

О его детстве сведений практически не сохранилось, известно лишь, что образование Пётр Постников получил в Троицкой лаврской семинарии, где успешно окончил курс в 1753 году.
По завершении обучения Пётр Постников был оставлен в Троицкой семинарии учителем фары, инфимы, еврейского и греческого языков, риторики, философии и богословия.
14 августа 1758 года Пётр Постников принял монашеский постриг с именем Парфений.
С июля 1763 года Парфений Постников занял в Троицкой лаврской семинарии пост префекта, а в мае 1765 года был избран ректором семинарии.
Архимандрит Парфений управлял Троицкой семинарией чуть больше года; 6 августа (по другим данным 7-го) 1766 года он скоропостижно скончался.